# Marina Zujewa
Marina Olegowna Zujewa, ros. Марина Олеговна Зуева (ur. 9 kwietnia 1956 w Moskwie) – rosyjska choreografka oraz trenerka łyżwiarstwa figurowego specjalizująca się w parach tanecznych i sportowych, a wcześniej radziecka łyżwiarka figurowa, startująca w parach tanecznych z Andriejem Witmanem, uczestniczka mistrzostw świata i Europy, medalistka zawodów międzynarodowych i dwukrotna brązowa medalistka mistrzostw Związku Radzieckiego (1976, 1977).
Jako trenerka doprowadziła cztery pary taneczne do 9 medali olimpijskich m.in. Tessę Virtue i Scotta Moira do mistrzostwa olimpijskiego 2010 oraz Meryl Davis i Charliego White'a do mistrzostwa olimpijskiego 2014.

## Życiorys

### Kariera

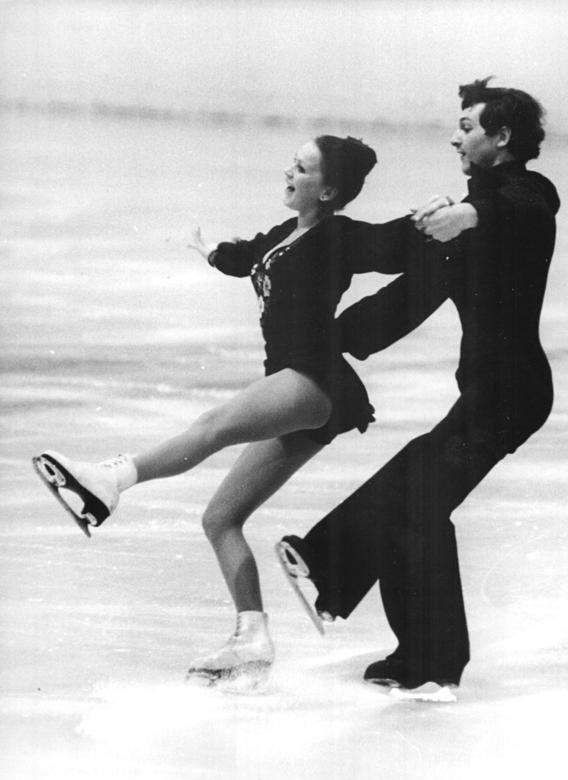
Zujewa i Witman (1975)

Zujewa rywalizowała w konkurencji par tanecznych z Andriejem Witmanem w latach 70. XX wieku. Krótko po zakończeniu kariery sportowej została choreografką. Była główną choreografką utytułowanej pary sportowej Jekatierina Gordiejewa / Siergiej Grińkow, dla której pierwszy układ stworzyła w 1982 roku w ramach zaliczenia fakultetu w dziedzinie choreografii w Narodowym Instytucie Teatralnym. Pracowała z nimi do 1990 roku, gdy Gordiejewa i Grińkow rozpoczęli karierę profesjonalną, a Zujewa podjęła pracę w Kanadzie. Gordiejewa i Grińkow wrócili do współpracy z Zujewą w 1993 roku i stworzyła dla nich m.in. programy na igrzyska olimpijskie 1994. Gordiejewa kontynuowała współpracę z Zujewą także po nagłej śmierci Grińkowa w 1995 roku, kiedy występowała solo. 
W 2001 roku rozpoczęła współpracę z Igorem Szpilbandem, a w 2003 roku przenieśli się do ośrodka szkoleniowego Arctic Figure Skating Club w Canton. Zujewa i Szpilband wspólnie prowadzili najlepsze pary taneczne w tamtym czasie; m.in. w 2010 roku doprowadzili do złotego medalu olimpijskiego kanadyjską parę Tessę Virtue i Scotta Moira, a ich kolejni podopieczni, Amerykanie Meryl Davis i Charlie White zdobyli srebrny medal. Oprócz tego Zujewa była głównym choreografem obu par. Zujewa stworzyła m.in. choreografię tańca dowolnego Virtue i Moira w sezonie olimpijskim 2009/2010 do V Symfonii Gustava Mahlera, melodii, którą wcześniej Zujewa miała zamiar użyć do programu dla Jekatieriny Gordiejewej i jej męża Siergieja Grińkowa, w czym przeszkodziła nagła śmierć Grińkowa. Sama Gordiejewa wykonywała później solowy program do tej samej melodii ku czci męża, kończąc występ w podobnej pozie, jak Virtue i Moir kończyli swój taniec, wznosząc ręce ku górze.
3 czerwca 2012 roku Szpilband potwierdził rozłam sztabu trenerskiego, a obie pary pozostały przy Zujewej w Canton. W 2014 roku, tuż przed igrzyskami olimpijskimi, media podawały informacje o konflikcie i możliwym faworyzowaniu amerykańskiej pary (Davis ukrywała związek z synem Zujewej) Po zdobyciu złota przez Amerykanów i srebra przez Kanadyjczyków, obie pary zakończyły karierę, jednak Virtue i Moir ogłosili zerwanie z Zujewą i powrót do rywalizacji po dwóch latach przerwy. 
W styczniu 2019 roku Zujewa przeniosła swój sztab szkoleniowy do Hertz Areny w Estero na Florydzie, gdzie współpracowała z Johnnym Johnsem, Ilją Tkaczenko, Alperem Ucarem, Massimo Scalim i Olegiem Epsteinem.

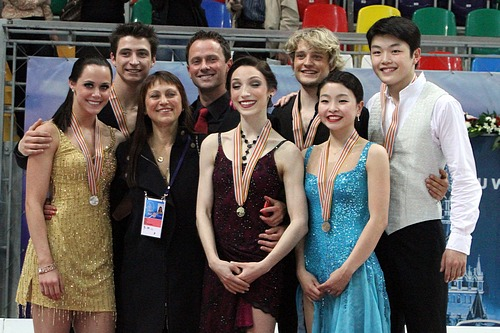
Zujewa i Szpilband ze swoimi uczniami na mistrzostwach świata 2011, gdzie zdobyli wszystkie kolory medali, od lewej: Virtue / Moir, Zujewa, Szpilband, Davis / White, Shibutani / Shibutani

Jako trenerka doprowadziła cztery pary taneczne do 9 medali olimpijskich i wielu innych tytułów mistrzowskich. Do jej uczniów należeli (największe sukcesy podczas trenowania przez Zujewą) m.in.:
- Tessa Virtue / Scott Moir (Kanada, w latach 2003–2014, m.in. mistrzostwo olimpijskie 2010, 2x wicemistrzostwo olimpijskie 2014, 2x mistrzostwo świata, 2x mistrzostwo czterech kontynentów),
- Meryl Davis / Charlie White (Stany Zjednoczone, do 2014 roku, m.in. mistrzostwo olimpijskie 2014, wicemistrzostwo olimpijskie 2010, brązowy medal olimpijski 2014, 2x mistrzostwo świata, 3x mistrzostwo czterech kontynentów),
- Tanith Belbin / Benjamin Agosto (Stany Zjednoczone, do 2008 roku, m.in. wicemistrzostwo olimpijskie 2006, 3x mistrzostwo czterech kontynentów),
- Maia Shibutani / Alex Shibutani (Stany Zjednoczone, w latach 2007–2018, 2x brązowy medal olimpijski 2018, mistrzostwo czterech kontynentów 2016).

W sezonie 2019/2020 prowadziła rosyjską parę sportową Jewgienija Tarasowa / Władimir Morozow.

### Życie prywatne
Była w związku małżeńskim z trenerem Aleksiejem Czetwieruchinem. Jej syn Fedor Andreev (ur. 1982) trenował łyżwiarstwo figurowe i reprezentował Rosję, a później Kanadę, zaś w 2019 roku poślubił amerykańską łyżwiarkę Meryl Davis, byłą uczennicę Zujewej.

## Osiągnięcia
Z Andriejem Witmanem
| Zawody                     | 75–76          | 76–77          | 77–78          | 78–79          |                |                |                |                |                |                |                |                |                |                |                |                |                |
| Międzynarodowe             | Międzynarodowe | Międzynarodowe | Międzynarodowe | Międzynarodowe | Międzynarodowe | Międzynarodowe | Międzynarodowe | Międzynarodowe | Międzynarodowe | Międzynarodowe | Międzynarodowe | Międzynarodowe | Międzynarodowe | Międzynarodowe | Międzynarodowe | Międzynarodowe | Międzynarodowe |
| -------------------------- | -------------- | -------------- | -------------- | -------------- | -------------- | -------------- | -------------- | -------------- | -------------- | -------------- | -------------- | -------------- | -------------- | -------------- | -------------- | -------------- | -------------- |
| Mistrzostwa świata         |                | 5              | 7              |                |                |                |                |                |                |                |                |                |                |                |                |                |                |
| Mistrzostwa Europy         |                | 5              | 6              |                |                |                |                |                |                |                |                |                |                |                |                |                |                |
| Nebelhorn Trophy           | 3              | 1              |                |                |                |                |                |                |                |                |                |                |                |                |                |                |                |
| Skate Canada International |                |                | 2              | 3              |                |                |                |                |                |                |                |                |                |                |                |                |                |
| Prize of Moscow News       |                | 3              | 3              | 3              |                |                |                |                |                |                |                |                |                |                |                |                |                |
| Krajowe                    |                |                |                |                |                |                |                |                |                |                |                |                |                |                |                |                |                |
| Mistrzostwa ZSRR           | 3              | 3              |                |                |                |                |                |                |                |                |                |                |                |                |                |                |                |